# タウマファイ竜
タウマファイ 竜（タウマファイ りゅう、Taumafai Ryu、1995年6月12日 - ）は、トップイースト-Bクリーンファイターズ山梨に所属するラグビー選手。旧名「アウクソ・タウマファイ（Aukuso Taumafai）」。

## プロフィール
- サモア出身。
- ポジションはプロップ(PR)。
- 身長 192cm、体重 140kg
- ニックネームはサニー。

## 略歴
マヌレワ高校、白鷗大学を経て、2018年、三菱重工相模原ダイナボアーズに加入。同年9月30日に行われたジャパンラグビートップチャレンジリーグ第3節の中国電力レッドレグリオンズ戦に途中出場で日本での公式戦初出場を果たす。
2021年、三菱重工相模原ダイナボアーズを退団した。
2023年、クリーンファイターズ山梨に加入して現役復帰。